# Tjekkisk pindsvin
 For alternative betydninger, se Pindsvin (flertydig). (Se også artikler, som begynder med Pindsvin)
Tjekkiske pindsvin er kampvognsspærringer lavet af I-bjælker eller kraftigt vinkeljern. Benævnes nogle gange fejlagtigt som spanske ryttere. De blev blandt andet brugt i 2. verdenskrig i Normandiet, hvor de allierede skulle i land. Tyskerne brugte dem til at standse køretøjerne ved stranden.
De benyttes stadig i et vist omfang i bl.a. det danske forsvar.